# Tanah Tukan
Tanah Tukan is een bestuurslaag in het regentschap Flores Timur van de provincie Oost-Nusa Tenggara, Indonesië. Tanah Tukan telt 439 inwoners (volkstelling 2010).